# Fibrilline 1
La fibrilline 1 se trouve à la fois dans le tissu conjonctif élastique et non élastique.
C'est une grosse molécule sécrétée par les fibroblastes et constitue l'élément principal des microfibrilles. Elle permet l'adhésion des différents constituants de la matrice extracellulaire.

## Caractéristiques
La protéine  est de 350 kdalton, comportant 2871 acides aminés dont 14 % de cystine.
Elle est particulièrement importante dans la genèse de l'élastine, molécule assurant l'élasticité de nombreux vaisseaux notamment (aorte), en servant de charpente.
En microscopie électronique, elle apparait dense aux électrons, ce qui lui permet de se distinguer de l'élastine qui est amorphe.

## Gène responsable de la synthèse
Le gène responsable de la synthèse de la fibrilline 1 est situé sur le locus q21.1 du chromosome 15. Il fait plus de 200 kilobases.

## Maladies en rapport
La principale maladie en rapport avec les allèles pathologiques est le syndrome de Marfan. D'autres atteintes cardiaques (ou vasculaires) sont associées en dehors de ce syndrome : prolapsus de la valve mitrale, anévrisme de l'aorte ascendante ou dissection aortique,. En cas de bicuspidie aortique, l'aorte contient moins de fibrilline 1, ce qui pourrait contribuer à une dilatation de celle-ci.
D'autres maladies sont concernées : syndrome de Shprintzen-Goldberg, syndrome M.A.S.S, ectopie du cristallin, arachnodactylie dans sa forme familiale, syndrome de Weill-Marchesani.

## Référence
1. 1 2 3  GRCh38: Ensembl release 89: ENSG00000166147 - Ensembl, May 2017
2. 1 2 3  GRCm38: Ensembl release 89: ENSMUSG00000027204 - Ensembl, May 2017
3. ↑  « Publications PubMed pour l'Homme », sur National Center for Biotechnology Information, U.S. National Library of Medicine
4. ↑  « Publications PubMed pour la Souris », sur National Center for Biotechnology Information, U.S. National Library of Medicine
5. ↑  Barrett PM, Topol EJ, The fibrillin-1 gene: unlocking new therapeutic pathways in cardiovascular disease, Heart, 2013;99:83-90
6. ↑  (en) Online Mendelian Inheritance in Man, OMIM (TM). Johns Hopkins University, Baltimore, MD. MIM Number:154700
7. ↑  Biery NJ, Eldadah ZA, Moore CS et al. Revised genomic organization of FBN1 and significance for regulated gene expression, Genomics, 1999;56:70–7
8. 1 2  Detaint D, Faivre L, Collod-Beroud G et al. Cardiovascular manifestations in men and women carrying a FBN1 mutation, Eur Heart J, 2010;31:2223–9
9. ↑  Lemaire SA, McDonald ML, Guo DC et al. Genome-wide association study identifies a susceptibility locus for thoracic aortic aneurysms and aortic dissections spanning FBN1 at 15q21.1, Nat Genet, 2011;43:996–1000
10. ↑  Fedak PW, de Sa MP, Verma S et al. Vascular matrix remodeling in patients with bicuspid aortic valve malformations: implications for aortic dilatation, J Thorac Cardiovasc Surg, 2003;126:797–806
11. ↑  Lonnqvist L, Child A, Kainulainen K et al. A novel mutation of the fibrillin gene causing ectopia lentis, Genomics, 1994;19:573–6
12. ↑  Hayward C, Porteous ME, Brock DJ, A novel mutation in the fibrillin gene (FBN1) in familial arachnodactyly, Mol Cell Probes, 1994;8:325–7
13. ↑  Faivre L, Gorlin RJ, Wirtz MK et al. In frame fibrillin-1 gene deletion in autosomal dominant Weill-Marchesani syndrome, J Med Genet, 2003;40:34–6